# Авімім
Авімім (лат. Avimimus — «схожий на птаха») — невеликий за розмірами динозавр, представник підряду тероподів.

## Опис

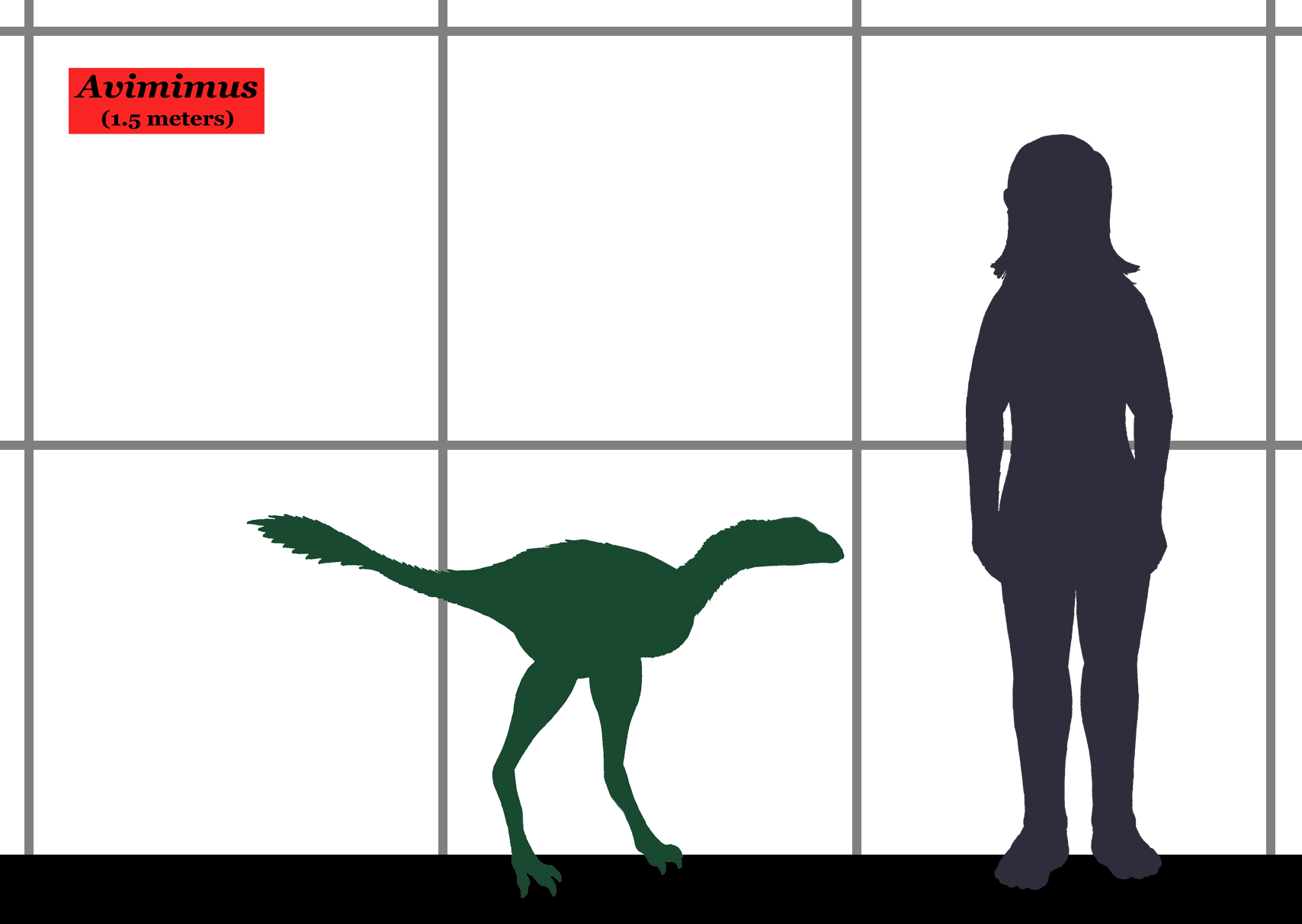
Порівняння з людиною

Цей м'ясоїдний ящір був досить скромних розмірів: завдовжки досягав близько 1,5 м, заввишки — 70 см, а важив приблизно 15 кілограмів. Судячи з маленьких шишок на кінцях його лап, він міг мати пір'я на зразок птиці, проте літати або навіть планувати не міг. Зате, можливо, був чудовим бігуном, що розвиває швидкість до 70 км на годину. У дзьобі авіміма відсутні зуби, що дає підставу припускати, що він міг харчуватися їжею як тваринного, так і рослинного походження. Може бути цілком імовірним, що спеціалізувався авімім на руйнуванні «гнізд» інших видів.
Ареалом авіміма була Монголія за часів крейдяного періоду, приблизно 85—70 млн років тому.

## Відкриття
Рештки авіміма були виявлені та описані радянським палеонтологом Сергієм Курзановим під час монгольської експедиції 1981 року.